# Fritz Mertsch

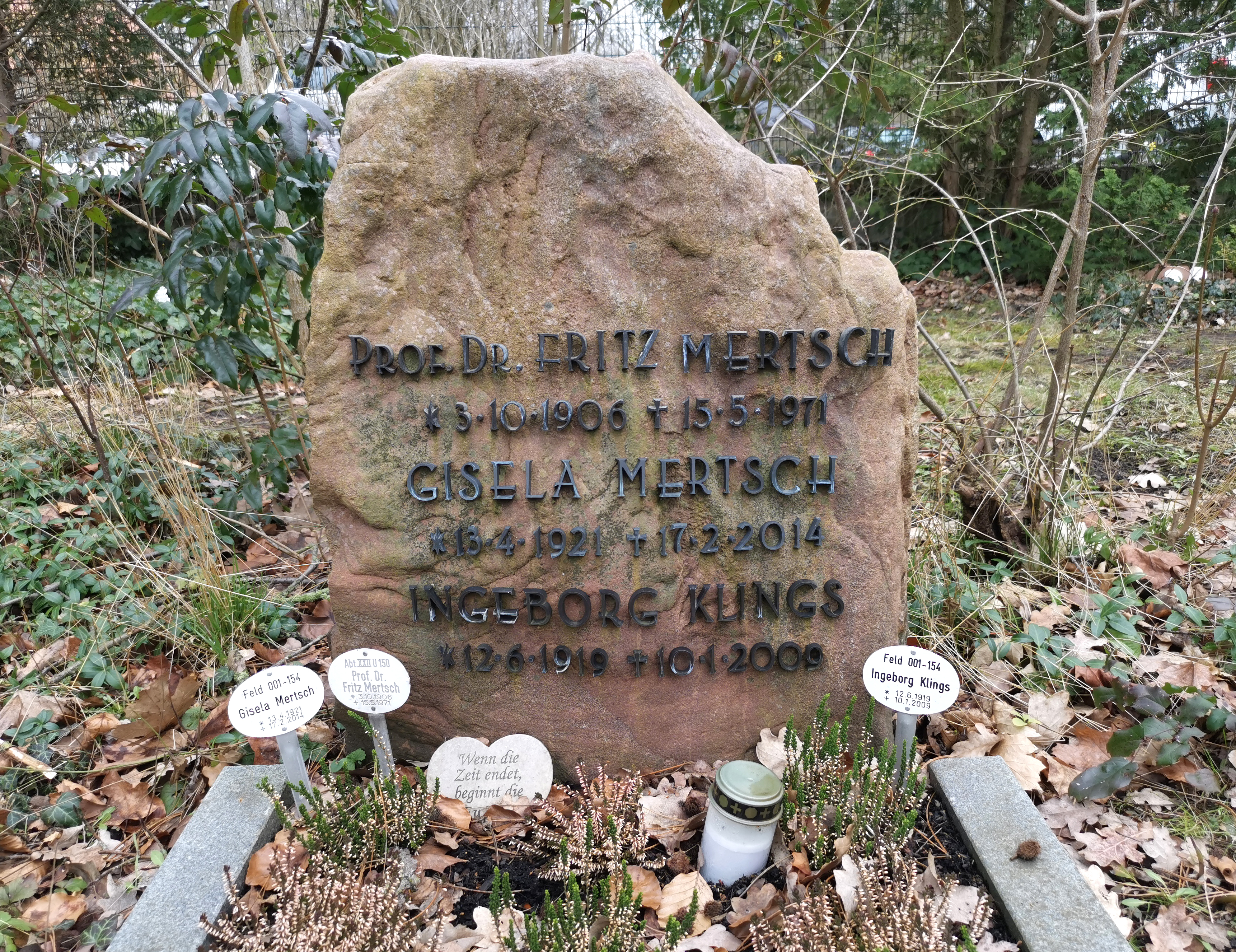
Grabstelle auf dem Waldfriedhof Zehlendorf in Berlin (Feld 1-154)

Fritz Mertsch (* 3. Oktober 1906 in Goldbach; † 15. Mai 1971 in Berlin) war ein deutscher Statistiker.

## Leben
Fritz Mertsch studierte zunächst an der Universität Königsberg Volkswirtschaftslehre, ging dann aber wegen politischer Meinungsverschiedenheiten mit Nationalsozialisten an die Universität Rostock. Dort wurde er Doktorand und Assistent bei Erich Preiser und am 14. Juni 1941 mit der Dissertation „Begriffliche und statistische Untersuchungen zum Wohlstand, durchgeführt am Beispiel eines mecklenburgischen Kreises“ zum Dr. rer. pol. promoviert. Nachdem Preiser im Jahre 1940 einen Ruf an die Universität Jena angenommen hatte, folgte ihm Mertsch und blieb dessen Assistent bis 1945.
Nach der Wiedereröffnung der Jenaer Universität am 15. Oktober 1945 erhielt Mertsch dort einen Lehrauftrag, den er bis 1949 wahrnahm. Dann wechselte er an die Freie Universität Berlin, wo er zunächst ebenfalls als Lehrbeauftragter wirkte. 1952 habilitierte er sich für Statistik und war danach als Privatdozent tätig. 1958 wurde er zum Professor für Statistische Methodenlehre, Betriebsstatistik, Finanzstatistik und Finanzmathematik ernannt, 1960 zum Wissenschaftlichen Rat.
Fritz Mertsch starb 1971 im Alter von 64 Jahren in Berlin. Sein Grab befindet sich auf dem Waldfriedhof Zehlendorf.

## Werke
- Die Aufgaben der Statistik in den verschiedenen Wirtschaftsordnungen. Mit einleitenden Ausführungen zum Begriff der Statistik (Wirtschaftswissenschaftliche Abhandlungen 4), Duncker & Humblot, Berlin 1954.